# NHL 1924./25.
NHL-sezona 1924./25. je bila osma sezona NHL-a. Odigralo se 30 utakmica i dvije najbolje momčadi su trebali, u dva međusobna susreta, odlučiti o pobjedniku NHL-a. 
Finale NHL-a je bilo jedno veliko razočaranje.  Finale su odigrali drugo - i treće plasirane momčadi, Toronto St. Patricks i Montreal Canadiens, prvenstva.
Najbolja momčad sezone (Hamilton Tigers) nije htjela sudjelovati u finalu NHL-a, jer su se osjećali nepravedno tretirana. NHL je povećala broj utakmica od 24 na 30, klub nije platio obećanu povišicu plaće od 200 $. 
U finalu je Montreal pobijedio Toronto i igrao u finalu Stanleyvog Cupa.   Tamo su poraženi od momčadi iz WCHL-a Victoria Cougars s 3:1. S time je od osnivanja NHL-a (1917. g.) prvi put, da nije momčad iz NHL-a osvojila Stanleyev Cup. 
U ovoj sezoni dvije nove momčadi sudjeluju u natjecanju. Pokraj još jedne momčadi iz Montreala, Montreal Maroons, sudjeluju i prva momčad iz SAD-a, Boston Bruins, u NHL-u. Istovremeno se najavilo da će u sljedećoj sezoni 1925./26. sudjelovati još dvije momčadi iz Pittsburgha i New Yorka.
Nakon događaja u finalu NHL-a, momčad Hamiltona je isključena iz Lige.
U Montrealu se otvorio Montreal Forum i derbi između Maroonsa i Canadiensa pratili su 11.000 gledatelja, što je onda i bio rekordni broj. 

## Regularna sezona

### Ljestvice
Kratice: P = Pobjede, Po. = Porazi, N = Neriješeno, G= Golovi, PG = Primljeni Golovi, B = Bodovi
|                      | P  | Po. | N | G  | PG  | B  |
| -------------------- | -- | --- | - | -- | --- | -- |
| Hamilton Tigers      | 19 | 10  | 1 | 90 | 60  | 39 |
| Toronto St. Patricks | 19 | 11  | 0 | 90 | 84  | 38 |
| Montreal Canadiens   | 17 | 11  | 2 | 93 | 56  | 36 |
| Ottawa Senators      | 17 | 12  | 1 | 83 | 66  | 35 |
| Montreal Maroons     | 9  | 19  | 2 | 45 | 65  | 20 |
| Boston Bruins        | 6  | 24  | 0 | 49 | 119 | 12 |

### Najbolji strijelci
Kratice: Ut. = Utakmice, G = Golovi, A = Asistenciije, B = Bodovi
| Igrač          | Momčad   | Ut. | G  | A  | B  |
| -------------- | -------- | --- | -- | -- | -- |
| Babe Dye       | Toronto  | 29  | 38 | 8  | 46 |
| Cy Denneny     | Ottawa   | 29  | 27 | 15 | 42 |
| Aurel Joliat   | Montreal | 25  | 30 | 11 | 41 |
| Howie Morenz   | Montreal | 30  | 28 | 11 | 39 |
| Red Green      | Hamilton | 30  | 19 | 15 | 34 |
| Jack Adams     | Toronto  | 27  | 21 | 10 | 31 |
| Billy Boucher  | Montreal | 30  | 17 | 13 | 30 |
| Billy Burch    | Hamilton | 27  | 20 | 7  | 27 |
| Jimmy Herberts | Boston   | 30  | 17 | 7  | 24 |
| Hooley Smith   | Ottawa   | 30  | 10 | 13 | 23 |

## Doigravanje za Stanleyjev kup
Sve utakmice odigrane su 1925. godine.

### Finale NHL-a
| Montreal Canadiens vs. Toronto St. Patricks                                | Montreal Canadiens vs. Toronto St. Patricks | Montreal Canadiens vs. Toronto St. Patricks | Montreal Canadiens vs. Toronto St. Patricks | Montreal Canadiens vs. Toronto St. Patricks | Montreal Canadiens vs. Toronto St. Patricks |
| Datum                                                                      | Gostujuća momčad                            | Gostujuća momčad                            | Domaćin                                     | Domaćin                                     |                                             |
| -------------------------------------------------------------------------- | ------------------------------------------- | ------------------------------------------- | ------------------------------------------- | ------------------------------------------- | ------------------------------------------- |
| 11. ožujka                                                                 | Montreal                                    | 3                                           | 2                                           | Toronto                                     |                                             |
| 13. ožujka                                                                 | Montreal                                    | 2                                           | 0                                           | Toronto                                     |                                             |
| Montreal pobjeđuje seriju sa 2:0. Hamilton nije htio sudjelovati u finalu. |                                             |                                             |                                             |                                             |                                             |

### Finale Stanleyjeva kupa
| Victoria Cougars vs. Montreal Canadiens                   | Victoria Cougars vs. Montreal Canadiens | Victoria Cougars vs. Montreal Canadiens | Victoria Cougars vs. Montreal Canadiens | Victoria Cougars vs. Montreal Canadiens | Victoria Cougars vs. Montreal Canadiens |
| Datum                                                     | Gostujuća momčad                        | Gostujuća momčad                        | Domaćin                                 | Domaćin                                 |                                         |
| --------------------------------------------------------- | --------------------------------------- | --------------------------------------- | --------------------------------------- | --------------------------------------- | --------------------------------------- |
| 21. ožujka                                                | Montreal                                | 2                                       | 5                                       | Victoria                                |                                         |
| 23. ožujka                                                | Montreal                                | 1                                       | 3                                       | Victoria                                |                                         |
| 27. ožujka                                                | Montreal                                | 4                                       | 2                                       | Victoria                                |                                         |
| 30. ožujka                                                | Montreal                                | 1                                       | 6                                       | Victoria                                |                                         |
| Victoria pobjeđuje seriju sa 3:1 i osvaja Stanleyjev kup. |                                         |                                         |                                         |                                         |                                         |

## Nagrade NHL-a
| Hart Memorial Trophy:      | Billy Burch, Hamilton Tigers   |
| Lady Byng Memorial Trophy: | Frank Nighbor, Ottawa Senators |

## Vanjske povezice
- Hacx.de: Sve ljestvice NHL-a  Arhivirana inačica izvorne stranice od 24. siječnja 2008. (Wayback Machine)